# Aleksandra Kałucka
Aleksandra Kałucka (Tarnów, 25 de dezembro de 2001) é uma escaladora polonesa.

## Carreira
Kałucka participou do Campeonato Europeu de Escalada IFSC de 2022, sendo premiada com a medalha de prata na prova de velocidade feminina.
Ela competiu em escalada de velocidade nas Olimpíadas de Verão de 2024. Ela venceu sua corrida contra Zhou Yafei da China nas quartas de final e então perdeu para sua companheira de equipe Aleksandra Mirosław apesar de estabelecer um novo recorde pessoal de 6,34. Na disputa pela medalha de bronze, ela derrotou Rajiah Sallsabillah da Indonésia e terminou a competição em terceiro lugar.